# 8030 Williamknight
8030 Williamknight è un asteroide della fascia principale. Scoperto nel 1991, presenta un'orbita caratterizzata da un semiasse maggiore pari a 3,2292204 UA e da un'eccentricità di 0,0735851, inclinata di 7,22718° rispetto all'eclittica.